# Jens Kyllönen
Jens Kyllönen (* 9. Juni 1989 in Helsinki) ist ein professioneller finnischer Pokerspieler. Er gewann 2009 das Main Event der European Poker Tour und 2016 ein Bracelet beim Pot-Limit Omaha High Roller der World Series of Poker.

## Pokerkarriere
Kyllönen spielt online unter den Nicknames Jeans89 (PokerStars) und Ingenious89 (Full Tilt Poker). Auf PokerStars hat er mit Cash Games knapp 5,5 Millionen US-Dollar Profit erzielt und ist damit hinter Ben „Sauce123“ Sulsky der zweiterfolgreichste Spieler auf dieser Plattform.
Seine erste Geldplatzierung bei einem Live-Turnier erzielte Kyllönen im Januar 2009 in Helsinki. Der Finne gewann im Februar 2009 das Main Event der European Poker Tour in Kopenhagen. Dafür setzte er sich gegen 461 andere Spieler durch und erhielt eine Siegprämie von rund 6,5 Millionen dänischen Kronen, was zum damaligen Zeitpunkt über 1,1 Millionen US-Dollar entsprach. Im Juli 2011 war er erstmals bei der World Series of Poker (WSOP) im Rio All-Suite Hotel and Casino am Las Vegas Strip erfolgreich und belegte beim Main Event den 113. Platz für knapp 55.000 US-Dollar. Bei der WSOP 2016 gewann Kyllönen das Pot-Limit Omaha High Roller. Beim 25.000 US-Dollar teuren Event besiegte er ein Feld von 183 Teilnehmern und sicherte sich neben der Siegprämie von 1,1 Millionen US-Dollar ein Bracelet. Seitdem blieben größere Turniererfolge aus. Seine bis dato letzte Live-Geldplatzierung erzielte der Finne im Januar 2019.
Insgesamt hat sich Kyllönen mit Poker bei Live-Turnieren knapp 3 Millionen US-Dollar erspielt.